# Doroneuria theodora
Doroneuria theodora är en bäcksländeart som först beskrevs av James George Needham och Peter Walter Claassen 1922.  Doroneuria theodora ingår i släktet Doroneuria och familjen jättebäcksländor. Inga underarter finns listade i Catalogue of Life.